# Nouvelles asiatiques

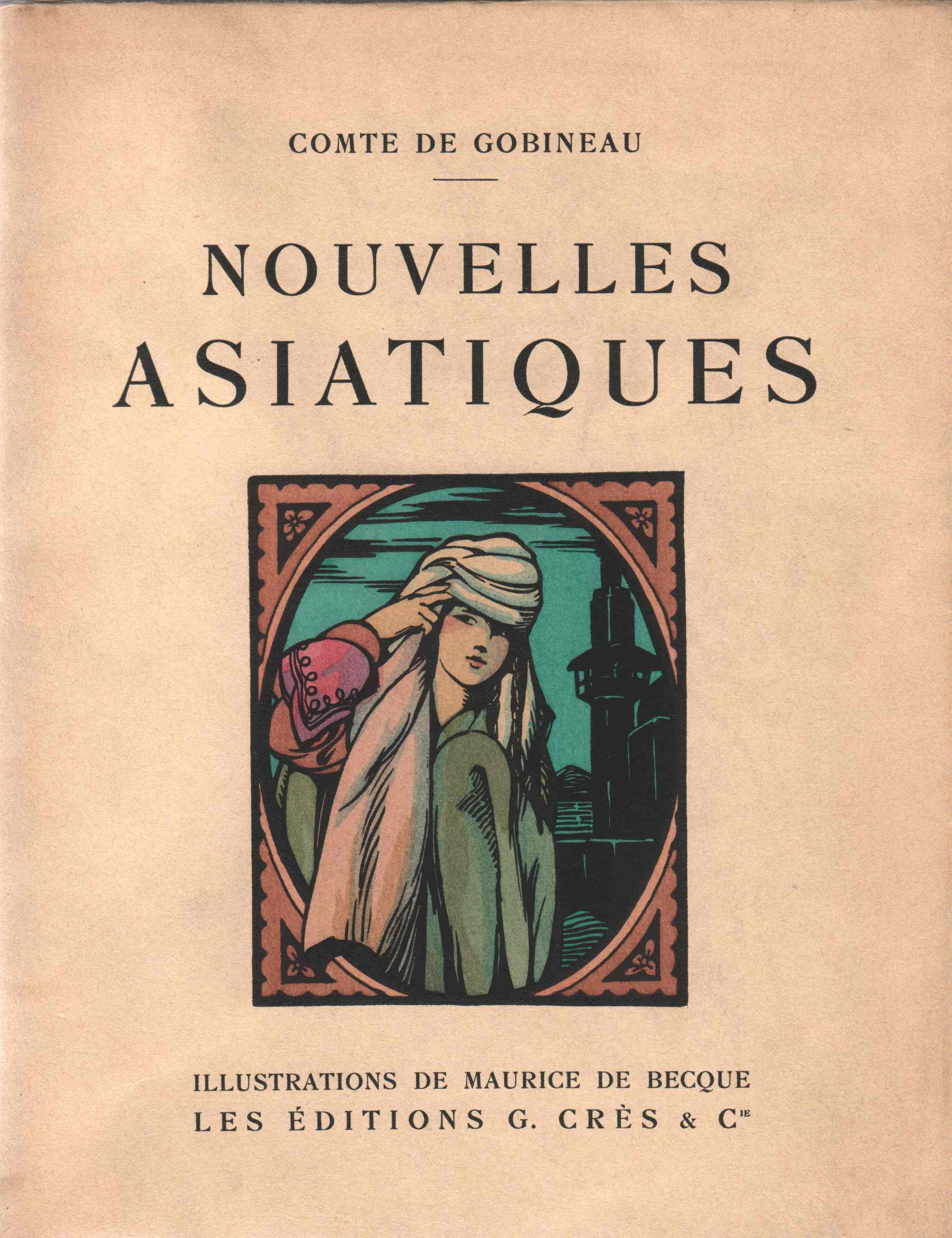
Couverture des Nouvelles asiatiques de Joseph Arthur de Gobineau, Paris, éditions Crès, 1924.

Les Nouvelles asiatiques sont un recueil de l'écrivain français Joseph Arthur de Gobineau, paru en 1876 et régulièrement réédité,,. Par asiatiques, il faut entendre orientales et spécialement persanes. Gobineau a été premier secrétaire de la légation française en Perse (aujourd'hui l'Iran) de 1854 à 1863, et y a brillamment réussi en s'intégrant à cette société très différente de son pays d'origine.
Les Nouvelles asiatiques de l'édition originale recouvre le tome II de l’édition Pauvert (le tome I correspond au recueil Souvenirs de Voyage). Les deux tomes sont chacun composés de six nouvelles : le tome I contient Scaramouche, La Chasse au caribou, Akrivie Phrangopoulo, Mademoiselle Irnois, Le Mouchoir rouge et Adélaïdes ; le tome II : contient La danseuse de Shamakha (Caucase), L'illustre magicien (Perse), Histoire de Gambèr-Aly (Perse), La guerre des Turcomans (Perse), Les amants de Kandahar (Afghanistan) et La vie de voyage (Turquie de l'est).
Dans la préface du tome II, Gobineau vante le roman de James Morier, Les aventures de Hadji Baba d'Ispahan, tout en lui adressant une critique : Morier a choisi de rendre compte du tempérament persan à travers un point de vue unique, et il a pour cela choisi la forme romanesque. Mais si le résultat est admirable aux yeux de Gobineau, reste que « [Morier] n'a pas tout montré ». Et c'est pour cette raison — ainsi que le souligne Gobineau — qu'il n'a pas voulu, lui, refaire un roman, préférant « une série de nouvelles », pouvant ainsi « examiner et rendre compte de ce qu[il] voulai[t] reproduire sous un nombre d'aspects beaucoup plus varié et plus grand. »

en voulant rendre compte du tempérament persan, le choix de la forme romanesque a limité le propos de Morier à un point de vue unique, alors que le recueil de nouvelles, tel un bijou à facettes, permet de multiplier les points de vue sur la société persane.

## Éditions modernes
- Nouvelles asiatiques, texte établi avec sommaire biographique, préface, notes et bibliographie par Jean Gaulmier, Paris, Éditions Garnier Frères, 1965." (Réédition Paris, Éditions  Classiques Garnier, coll. « Classiques jaunes », 2019, LXXX + 347 p.).
- Nouvelles asiatiques, Édition de Pierre-Louis Rey, Gallimard, coll. « Folio Classique », 2012, 512 p.

## Liens
- Les Nouvelles asiatiques sur Gallica